# David Bainbridge
 David Bainbridge  (* 1941 in Barnsley, Yorkshire, Großbritannien; † 30. Juni 2013) war ein britischer Bildhauer, Konzeptkünstler und Mitglied der Künstlergruppe Art & Language.

## Leben und Werk
David Bainbridge studierte an der St. Martins School of Art in London von 1963 bis 1966. Er lehrte am Birmingham College of Art von 1966 bis 1969 und am Lanchester Polytechnic in Coventry von 1969 bis 1971 sowie am Hull College of Art + Stourbridge College of Art von 1971 bis zur Emeritierung.
Bainbridge arbeitete mit der Fine-Artz-Group an „Action Chair“ im Jahr 1964 mit. Er nahm an der Sculpture Exhibition an der St. Martins School of Art in London 1966 teil. Im Jahr 1969 hatte er eine Ausstellung im Seattle Museum of Art.
David Bainbridge wurde im Jahr 1969 Mitglied der Künstlergruppe Art & Language und blieb dies bis Mitte der 1970er Jahre.
David Bainbridge war als Mitglied von Art & Language im Jahr 1972 Teilnehmer der Documenta 5 in Kassel mit dem Projekt ´„Index 0001“ in der Abteilung Idee + Idee/Licht, zusammen mit den Art & Language-Künstlern Terry Atkinson, Michael Baldwin, Ian Burn, Charles Harrison, Harold Hurrell, Mel Ramsden und dem US-amerikanischen Spezialisten für Kunst-Sprache Joseph Kosuth. Mit Art & Language war er auch auf der Documenta 6 im Jahr 1977 vertreten.